# Vàlvula tricúspide
La vàlvula tricúspide o vàlvula auriculoventricular dreta (i menys sovint vàlvula atrioventricular dreta), és una vàlvula cardíaca que està al costat dret del cor, entre l'aurícula dreta i el ventricle dret.
La vàlvula tricúspide normal en general té tres fulles i tres músculs papil·lars. Estan connectats als músculs papil·lars per les cordes tendinoses, que es troben en el ventricle dret. La vàlvula tricúspide també pot tenir dues o quatre fulles.

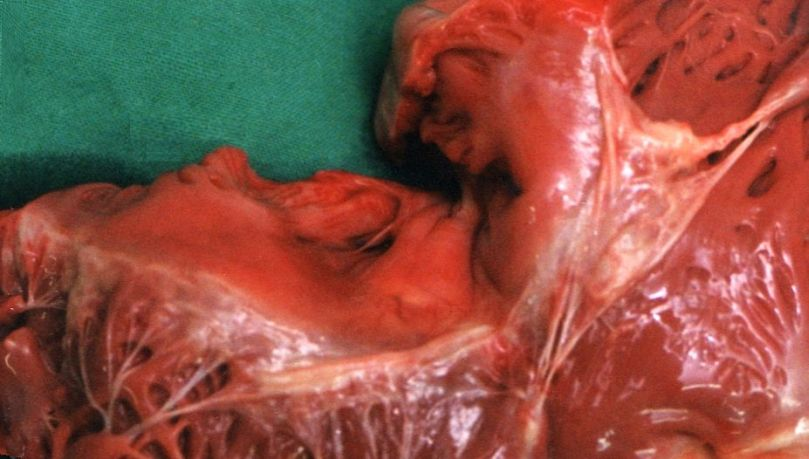
Vàlvula tricúspide.